# I bassifondi del porto
I bassifondi del porto (Slaughter on Tenth Avenue) è un film del 1957 diretto da Arnold Laven.
È un film poliziesco a sfondo drammatico statunitense con Richard Egan, Jan Sterling e Dan Duryea. È basato sul libro del 1957 The Man Who Rocked the Boat di William J. Keating e Richard Carter. Il titolo deriva dal balletto teatrale di Richard Rodgers omonimo anche se le trame delle due opere non hanno alcuna attinenza.

## Produzione
Il film, diretto da Arnold Laven su una sceneggiatura di Lawrence Roman e un soggetto di William J. Keating e Richard Carter (autori dell'autobiografia di Keating, un assistente del procuratore distrettuale di New York e consulente del comitato anticrimine), fu prodotto da Albert Zugsmith per la Universal Pictures e girato da metà aprile a metà maggio 1957. Il titolo di lavorazione fu The Man Who Rocked the Boat.

## Distribuzione
Il film fu distribuito con il titolo Slaughter on Tenth Avenue negli Stati Uniti nel novembre del 1957 (première a New York il 5 novembre) al cinema dalla Universal Pictures.
Altre distribuzioni:
- in Svezia il 26 dicembre 1957 (Mord på 10:e gatan)
- in Austria nel 1958 (Drei Schritte vor der Hölle)
- in Francia il 19 febbraio 1958 (Meurtres sur la dixième avenue)
- in Germania Ovest il 28 febbraio 1958 (Drei Schritte vor der Hölle)
- in Danimarca il 7 aprile 1958 (Mordet i 10. gade)
- in Finlandia il 19 settembre 1958 (Terroria satamassa)
- in Brasile (Assassinato na 10ª Avenida)
- in Spagna (Matanza en la Décima Avenida)
- in Grecia (To eglima tis 10is leoforou)
- in Italia (I bassifondi del porto)

## Critica
Secondo il Morandini il film può vantare una "agguerrita squadra di attori per un quadro amaro" ambientato in una città (New York) sporca anche a livello morale.

## Promozione
Le tagline sono:
- Teeming Drama of the City's Waterfront
- More Tense Action On The Waterfront!